# Jaume Moya Matas
Jaume Moya Matas, né le 17 mars 1972, est un homme politique espagnol membre de Initiative pour la Catalogne Verts (ICV).
Il est élu député de la circonscription de Lleida lors des élections générales de décembre 2015.

## Biographie

### Profession
Jaume Moya Matas est titulaire d'une licence en droit par l'Université de Barcelone. Il est procureur des tribunaux.

### Activités politiques
Il est activiste social.
Le 20 décembre 2015, il est élu député pour Lleida au Congrès des députés et réélu en 2016.